# فيكتور ميزا
فيكتور ميزا (بالإسبانية: Víctor Meza)‏ هو لاعب كرة قدم أرجنتيني، ولد في 28 يناير 1987 في بوينس آيرس في الأرجنتين. لعب مع نادي ألميرانته براون.

## وصلات خارجية
- فيكتور ميزا على موقع قاعدة بيانات كرة القدم.إي يو (الإنجليزية)
- فيكتور ميزا على موقع Soccerway.com (الإنجليزية)